# Aarti

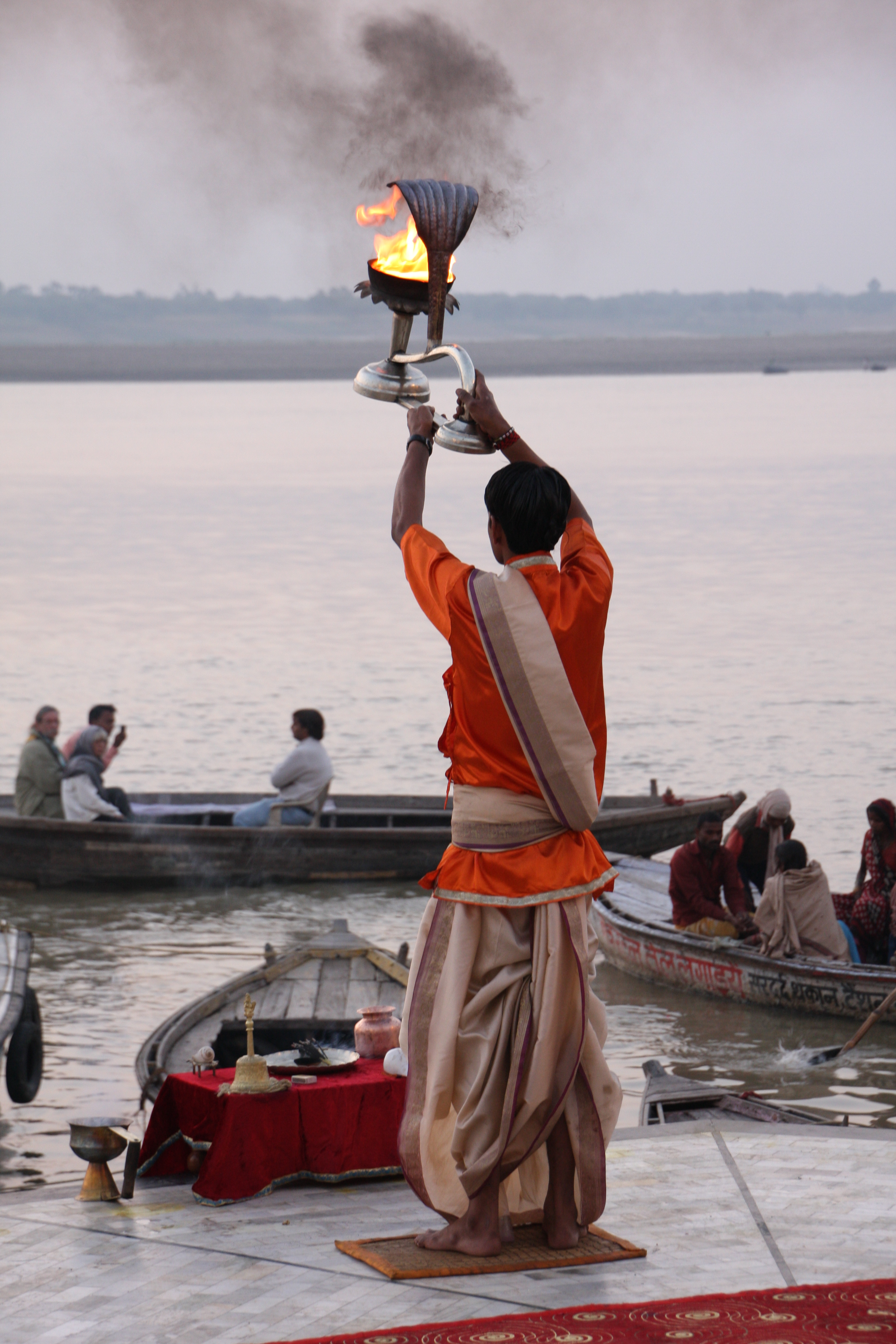
Morgendliches Aarti am Ganges

Aarti, auch Arati, (Hindi: आरती) ist ein hinduistisches Ritual, bei dem das Licht einer Kerze einer oder mehreren Gottheiten, alternativ aber auch anderen Entitäten dargeboten wird. Das Aarti-Ritual wird meist am Morgen und/oder Abend ausgeführt und ist auch Teil des ausführlichen hinduistischen Puja. Aartis nennt man auch die während des Rituals gesungenen Lieder.

## Form
Aartis können viele verschiedene Formen annehmen und sind Teil zahlreicher hinduistischer Zeremonien. Dabei wird eine Aarti-Platte mit einer Kerze oder Lampe, die oft angefächert wird, und einigen Blüten beispielsweise um die Statue einer Gottheit geführt, während die Gläubigen Lieder zum Lob der Gottheit singen. Dabei soll die Aarti-Kerze die besondere Eigenschaft der Gottheit annehmen. Die Platte mit der Kerze wird nun allen Anwesenden präsentiert. Diese bilden mit den Händen eine Halbschale über der Flamme und bringen die Handflächen dann an ihre Stirn, was einem Segen gleichkommt.
Beim populären Aarti im Ganges (wobei der Ganges selbst als göttliches Element dient) werden Kerze und Blumen in einem Schiffchen auf dem Ganges ausgesetzt; dies kann in aufwendig inszenierten Zeremonien oder privat geschehen. Die Aartis am Ganges sind inzwischen auch zu einem Touristenmagneten geworden.